# 南灣／羅保博士街 (巴士總站)
南灣／羅保博士街（葡萄牙語：Praia Grande / Rua do Dr. Pedro José Lobo），位於澳門半島大堂區一個已停用的終點站。新福利2短線、7短線及MT2路線；澳巴MT1路線曾以本站為總站。

## 歷史
- 2004年2月2日，2短線和7短線開辦，以本站為終點站，該兩線的頭牌均顯示為“南灣（白鴿票）”。

- 2006年4月26日，MT1路線以“澳氹快線MT1”形式開辦，以試行方式運作，為期三個月，由新福利及澳巴聯營。同年7月26日，試驗期屆滿，該線停辦。[1]

- 2006年11月10日，MT1路線復辦，另新增MT2路線，均以循環線方式運作。兩線試驗期均為半年。上述兩條路線大致相同，主要區別在於一條以順時針行駛，另一條則按逆時針方向行駛。[2]

- 2007年5月12日，MT1和MT2路線試行期再延長兩個月，運作時間由原來的07:30至18:50，調整為07:00至10:00及16:00至20:00。[3]

- 2008年2月5日，配合亞馬喇前地巴士轉乘區正式運作，MT1和MT2路線取消以本站為總站。[4]

- 2008年3月13日12:00起，因應上述兩條巴士路線總站搬遷至“亞馬喇前地”站，本站所處的街道（羅保博士街）調整為雙向行車。由現時的43米縮減至23米，所縮減的20米路面改為電單車停泊區，以紓緩電單車泊位需求。[5]

- 2009年4月26日，配合第二階段澳門巴士路線調整實施，2短線和7短線更改為2A和7A路線，上述兩條路線總站調整至「亞馬喇前地」站，本站正式取消。[6][7]

## 設施
- 一個巴士站牌

## 現況
本站自2009年配合第二階段澳門巴士路線調整實施後取消，原有巴士站改為上落客貨區。在大型活動期間，如澳門美食節舉行期間，主辦方於澳門國際銀行大廈對出的上落客區設立穿梭巴士站，供往返西灣湖廣場會場之人士免費乘坐。
另外，為汲取每年中國大陸長假期間，因應大批中國大陸旅客經關閘離澳，導致“新馬路／永亨”巴士站在長假下午至晚上時段出現人龍、一度出現混亂情況兼影響居民日常出行。 尤其在2019年“五‧一”小長假第二天期間輪候巴士情況極其嚴重，在“新馬路／永亨”站輪候人龍直繞上東方斜巷天通街街口，而「亞馬喇前地」站亦出現同樣情況，導致不少巴士根本入不到站。可見及此，自2019年至2021年期間起，在每年的春節、五‧一及國慶長假期間，羅保博士街將臨時封閉並改為無出口道路，開往關閘總站方向的3和3X路線於指定時段內不停靠“新馬路／永亨”站，改為停靠設於此處位於殷皇子大馬路對出的“羅保博士街臨時站”以作分流，而該措施首次在2019年中國大陸端午節長假期間首次實施。

## 鄰近巴士站
M170 殷皇子馬路（Av. Infante D. Henrique）
路線：3、3A、3X、10、10A、10B、11、21A、26A、33、101X、N1B、N3
M171 中區／殷皇子馬路 （Centro / Infante D. Henrique）
路線：2、3A、5、5AX、8A、10、10A、11、21A、26A、33、101X、N1A、N3

## 外部連結
- （繁體中文）澳門公共汽車有限公司（官方網站） （页面存档备份，存于）